# The Nolans
The Nolans fue un grupo de pop Irlandés formado en 1974 bajo el nombre The Nolan Sisters, antes de cambiarlo en 1980. Son populares por el sencillo "I'm In the Mood for Dancing", lanzado en diciembre de 1979, alcanzando las listas británicas y japonesas ese mismo año. Tuvieron gran éxito en Japón después de ser las ganadoras del Tokyo Music Festival de 1981.

## Miembros
- Maureen Nolan : 1974 a 2005 y 2009
- Anne Nolan : 1974 a 1980 y 1982 a 2005
- Bernie Nolan (1960-2013): 1974 a 1994 y 2009
- Linda Nolan (1959-2025): 1974 a 1983 y 2009
- Denise Nolan : 1974 a 1978
- Coleen Nolan : 1980 a 1995 y 2009
- Amy Nolan : 2000 a 2005
- Julia Duckworth : 2000 a 2005

### Discografía

#### Internacional
- 1979 : Nolan Sisters
- 1980 : Making Waves
- 1982 : Portrait
- 1982 : Altogether
- 1984 : Girls Just Wanna Have Fun!
- 1986 : Tenderly

#### Japón
- 1991 : Tidal Wave
- 1991 : Rock And Rolling Idol
- 1992 : The Hottest Place On Earth
- 1992 : Please Don't